# Belle Starr

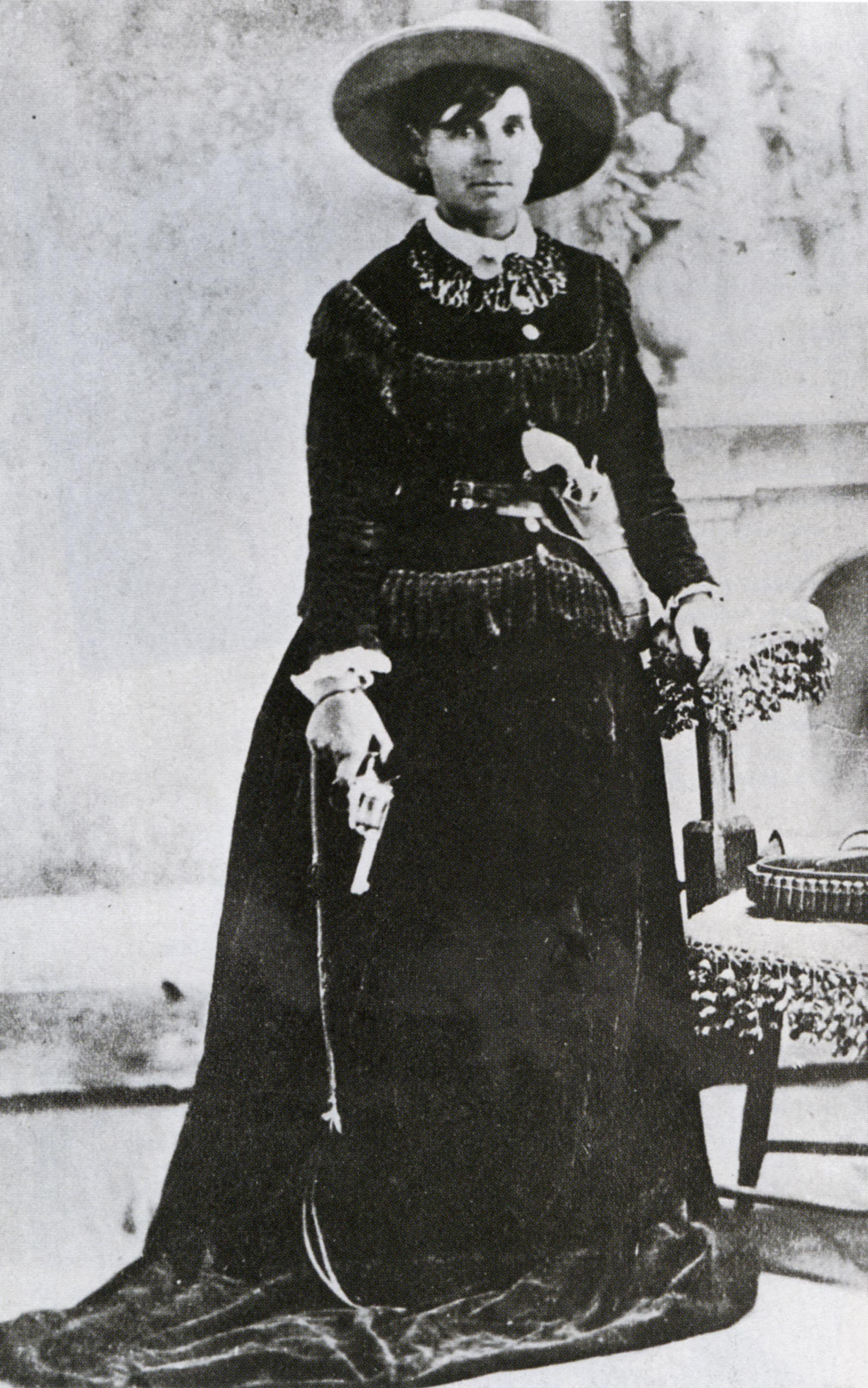
Belle Starr

Myra Maybelle Shirley Starr, beter bekend als Belle Starr, (New Carthage (Missouri) 5 februari 1848 – 3 februari 1889) was een Amerikaanse outlaw.

## Biografie
Starr, ook bekend als de "Bandit Queen" en het onderwerp van veel speculaties in ontelbare verhalen en populaire publicaties, was een van de zes kinderen en de enige dochter van John en Elizabeth (of Eliza) (Hatfield) Shirley. "Young May", zoals de familie haar noemde, zat waarschijnlijk op de "Carthage Female Academy" en later op een privéschool genaamd "Cravens", in Carthage. Haar vader werd een welvarend herbergier en slavenhouder.
In 1864, toen Carthage door de Unionisten (zie "Amerikaanse Burgeroorlog") was aangevallen, verhuisden de Shirleys naar Scyene (Texas), waar de familie in contact stond met criminelen als Jesse James en The Youngers. Volgens de legende had ze een verhouding met Cole Younger, feit is dat ze de Youngers en de James kende, omdat ze samen met hen opgroeide. Haar broer Bud vocht zij aan zij met de James en Youngers in het confederale leger, samen met een andere jongeman, Jim Reed.
Na de oorlog trouwden Belle Shirley en Jim Reed in 1866, en twee jaar later werd hun dochter Rosie Lee geboren. Reed hield zich bezig met criminele activiteiten, en zij weken uit naar Californië waar hun zoon James Edwin werd geboren in 1871. Reed bleef echter actief in Texas, en er werd in 1874 een opsporingsbevel tegen Belle Shirley uitgevaardigd wegens een overval op een postkoets, ondanks het feit dat er geen bewijs was. Jim Reed werd later dat jaar doodgeschoten in Paris, Texas.
In de legendes die na haar dood ontstonden wordt verteld dat Belle Shirley vervolgens enige tijd getrouwd was met Bruce Younger, maar daar is geen bewijs voor. In 1880 was ze wel getrouwd met Sam Starr, een indiaan, en woonde ze in indiaans gebied. In 1883 werden Sam en Belle Starr aangeklaagd wegens paardendiefstal, en moesten ze voor rechter Isaac Charles Parkers federale rechtbank in Fort Smith, Arkansas verschijnen. Belle Starr werd veroordeeld tot zes maanden gevangenisstraf, die ze uitzat in de gevangenis van Detroit, Michigan. In 1886 werden de Starrs opnieuw aangeklaagd, maar ditmaal niet veroordeeld. Sam Starr werd in december van dat jaar doodgeschoten.
Na Sams dood wordt Belle Starr met diverse mannen geassocieerd (die vrijwel allemaal een gewelddadige dood stierven, sommige aan de galgen van rechter Parker), maar ook hiervoor is geen rechtstreeks bewijs. Om haar belangen in het indiaanse gebied te waarborgen trouwde ze al snel na Sams dood met een familielid van hem: Jim July Starr. In 1889 werd Belle Starr door onbekende daders doodgeschoten.
Haar zoon Eddy werd wegens paardendiefstal door rechter Parker veroordeeld. Dochter Pearl (Rosie Lee) kwam terecht in de prostitutie om zijn invrijheidsstelling te kunnen betalen, in 1893 kreeg Eddy amnestie. Hij werd uiteindelijk politieman, en werd (in functie) in 1896 gedood. Pearl zou een aantal bordelen exploiteren in Arkansas in de periode van 1890 tot de Eerste Wereldoorlog.

## Ontstaan van de legende
Alhoewel Bell Starr een betrekkelijk rustig en teruggetrokken leven leidde werd haar verhaal opgepakt door een schrijver van stuiverromans, Richard K. Fox. Fox schreef het boek Bella Starr, the Bandit Queen, or the Female Jesse James (Bella Starr de bandietenkoningin, of de vrouwelijke Jesse James), maar nam het met de historiciteit niet zo nauw. Ook was Fox niet bekend als degelijk researcher. Helaas wordt Fox' fictie nogal eens aangehaald als historische referentie.

## Trivia
- Er is een Lucky Luke-strip met de naam Belle Starr.
- In het populaire browserspel The West is er een wapen met de naam Belle Starr's Deringer.

- Gemeinsame Normdatei: 119036398
- International Standard Name Identifier: 0000 0000 2201 4834
- Library of Congress Control Number: n81110229
- Nationale Bibliotheek van Israël: 987007435408805171
- Nederlandse Thesaurus van Auteursnamen: 190065621
- SNAC: w6989mnr
- Système universitaire de documentation: 254614191
- Virtual International Authority File: 813212
- WorldCat: E39PBJgMy6ryyjvPYyRFY7VV4q